# 富強輪胎
富強輪胎工廠股份有限公司為臺灣最大的再生輪胎（俗稱翻新胎）製造商，1965年11月1日於彰化縣員林鎮（今彰化縣員林市）成立，主要產品為再生輪胎、膠料、新胎、襯膠、膠糊、襯帶、內套等。該公司自1999年起成為南韓錦湖集團之臺灣總代理，代理品牌計有錦湖（Kumho）、馬歇爾（Marshal）等。
該公司已退休之董事長蔡文龍、現任董事長蔡文順為兄弟，皆為臺灣最大輪胎製造商正新輪胎公司創辦人羅結之外甥。

## 公司沿革
- 1965年11月1日：登記成立富強輪胎工廠股份有限公司，資本額為新臺幣300,000元。
- 1970年：購置現址之土地且興建廠房，而資本額提增至新臺幣20,000,000元。
- 1979年：與遠東航空技術合作，生產再生飛機輪胎。
- 1984年：與美國固特異輪胎公司技術合作，開始生產輻射層全鋼絲再生輪胎。
- 1988年：經中華民國經濟部工業局評鑑為一級再生輪胎工廠。
- 1992年：購置土地約1,300坪，並增設全鋼絲再生輪胎之自動化生產設備，資本額增加至新臺幣120,000,000元。
- 1996年：通過財團法人中衛發展中心評鑑合格，並登錄為國防工業廠商，類別為「橡膠製品製造業：翻修輪胎」；12月獲得ISO 9002國際品質認證。
- 1998年：獲得中華民國財政部證券暨期貨管理委員會核准得以公開發行股票，並開放員工認股，同時資本額增至新臺幣271,342,500元。
- 1999年：取得南韓錦湖輪胎（Kumho）之臺灣區總代理權，資本額增至新臺幣325,611,010元。
- 2000年10月27日：股票正式掛牌上櫃，資本額增至新臺幣358,172,110元。
- 2001年：投資安固橡膠張家港工廠，正式進軍中國再生輪胎市場。
- 2005年：擴充新廠房，且資本額增至新臺幣446,783,870元。
- 2006年：原任董事長蔡文龍退休，由其擔任總經理之胞弟蔡文順接任，資本額並增至新臺幣473,590,900元。
- 2007年：獲得中華民國經濟部標準檢驗局核可簽發之VPC自願性產品驗證。

## 外部連結
- 官方網站 （页面存档备份，存于）